# فرانسوا ژنی

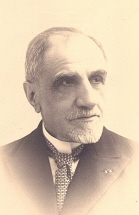
فرانسوا ژنی تولد:۱۷ دسامبر ۱۸۶۱ شهر تولد:باکارات فرانسه. فوت: ۲۶ دسامبر ۱۹۵۹ (۹۸ سالگی) شغل:حقوقدان ملیت:فرانسوی

فرانسوا ژنی (1959–1861) حقوقدان و پروفسور حقوق در دانشگاه نانسی و اهل فرانسه بود که مفهوم تحقیقات علمی آزاد (free scientific research) را در تفسیر  حقوق موضوعه معرفی کرد.
حمایت او از صلاحدید قاضی در تفسیر قوانین  تأثیر مهمی در سراسر اروپا داشت. ژنی همچنین تاکید کرد که قضات باید عوامل اجتماعی و اقتصادی را هنگام تصمیم گیری در مورد پرونده‌ها در نظر بگیرند.

## نظرات حقوقی
در پایان قرن ۱۹ قانون مدنی ۱۸۰۴ همچنان منبع اصلی  حقوق فرانسه بود. قانون مدنی  الهام گرفته از اصول انقلاب فرانسه  که طبق تعبیر ژنی از مونتسکیو قضات زبان قانون و موظف به اجرای آن بدون هیچ تفسیری بودند. این  دیدگاه اخیراً در ادبیات حقوقی بی‌اعتبار شده است.
با این حال ژنی تصمیم گرفت از یک روش مستقل براساس اراده قانونگذار استفاده کند واعلام کرد که قانون پیامدهای متفاوتی دارد. وی خاطرنشان کرد که باید از آداب و رسوم، سنت و مطالعات علمی برای شناسایی تفاسیر مختلف از آنچه در قانون نوشته شده است استفاده کرد.
در کتاب In Science and technic in positive private law که بین سالهای ۱۹۱۴ تا ۱۹۲۴ منتشر شد فرانسوا ژنی روش جدیدی از تفسیر به نام تحقیقات علمی آزاد را با هدف کشف ریشه‌های اصول و قوانین توصیف کرد. وی با  تحقیق علمی آزاد، مطالعات خود را بر اساس "علوم" مختلفی مانند جامعه‌شناسی، اقتصاد، زبان شناسی، فلسفه و الهیات بنا نهاد که استادان حقوق قبل از او از آنها استفاده نکرده بودند.

## فعالیت سیاسی
در سال ۱۹۳۶، فرانسوا ژنی بخشی از یک گروه سیاسی محلی به نام گردهمایی ملی لورین بود. این گروه علیه دولت سوسیالیستی فرانسه که در سال ۱۹۳۶ انتخاب شد مبارزه کرد.